# Vitějovice
Vitějovice (deutsch Witjejitz, früher Witiegitz) ist eine Gemeinde in Tschechien. Sie liegt sieben Kilometer nordöstlich von Prachatice und gehört zum Okres Prachatice.

## Geographie

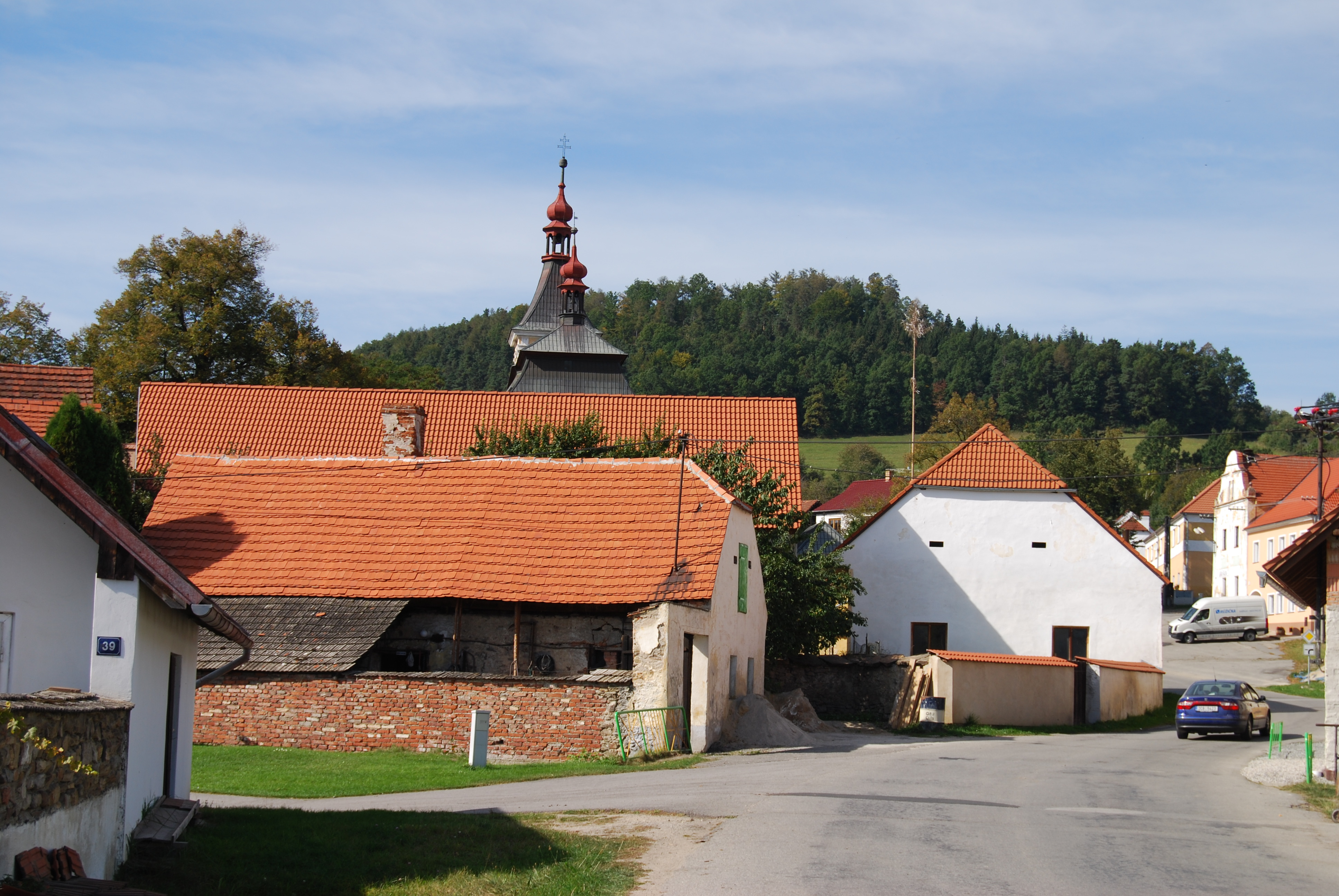
Blick vom Zlatý potok auf den Ortskern

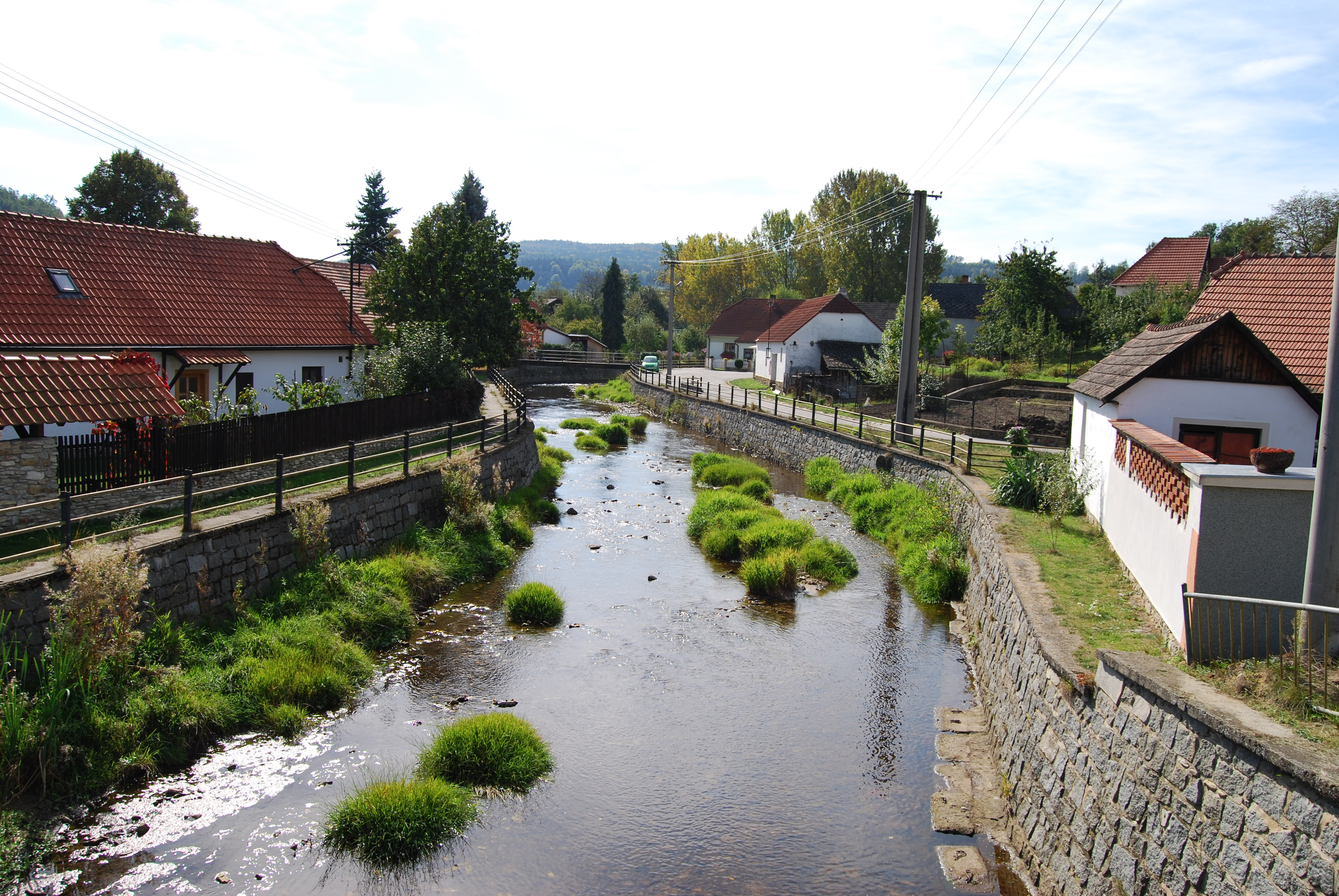
Zlatý potok in Vitějovice

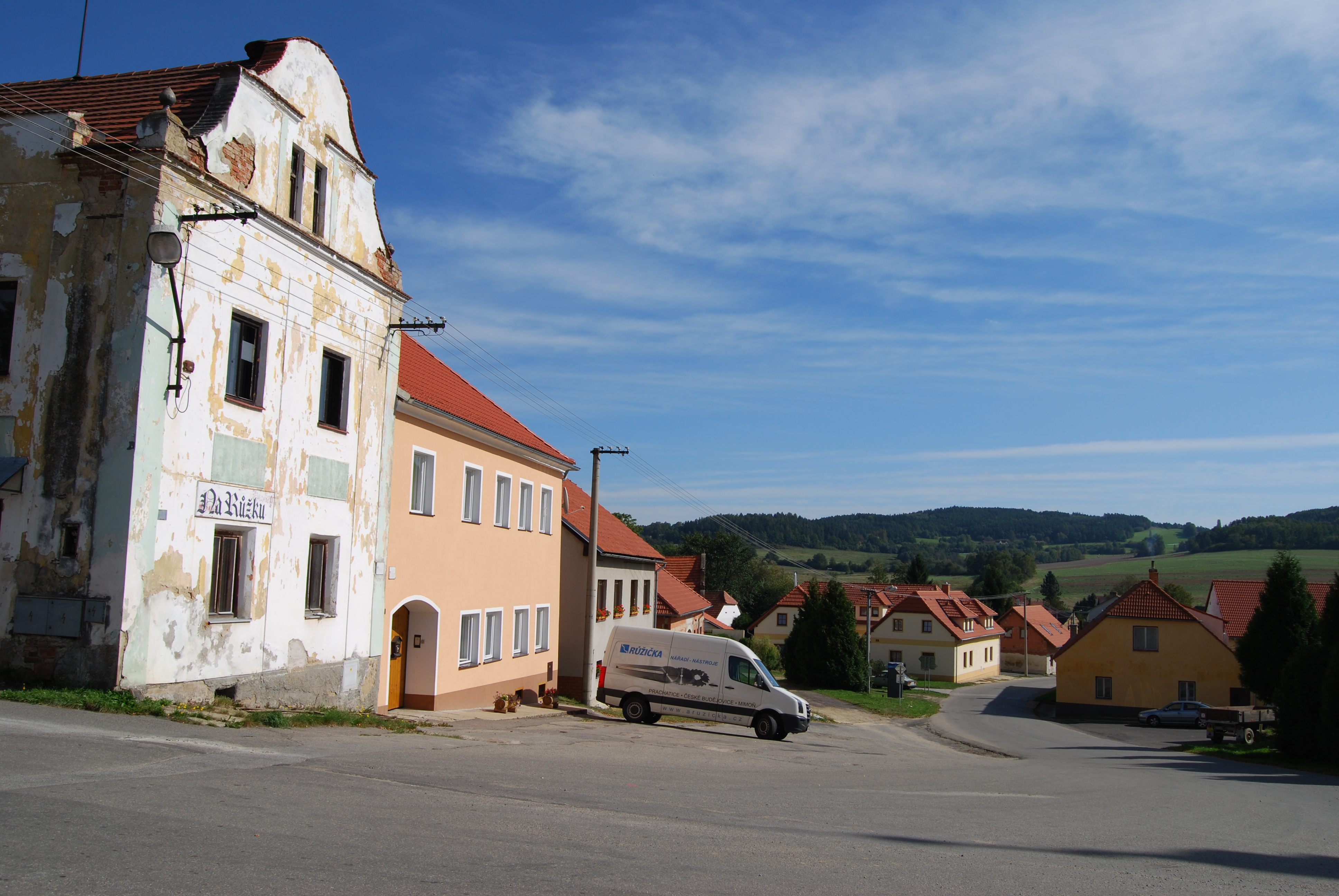
Ortskern von Vitějovice

### Lage
Vitějovice befindet sich im Vorland des Böhmerwaldes. Das Dorf liegt am östlichen Fuße des Osule (Wittegize, 646 m) im Tal des Zlátý potok. Nördlich erhebt sich die Ostrá (527 m), im Osten der Vystroužek (598 m) und südlich der Nebahov (788 m).
Nachbarorte sind Svojnice und Protivec im Norden, Hracholusky im Nordosten, Obora und Žitná im Osten, Paseky, Kamýky, Hrbov, Třebanice und Vrbice im Südosten, Brdová, Kralovice und Nebahovy im Süden, Zdenice, Žernovice, Městská Lhotka, Dubovice und Bělečská Lhota im Südwesten, Na Osuli und Běleč im Westen sowie Budkov und Žíchovec im Nordwesten.

### Gemeindegliederung
Für die Gemeinde Vitějovice sind keine Ortsteile ausgewiesen. Zu Vitějovice gehören die Ansiedlungen Na Osulí (Wosule), Paseky und Kamýky sowie die Einschicht Brdová. Grundsiedlungseinheiten sind Kamýky, Na Osulí und Vitějovice.

### Nachbargemeinden
|           | Strunkovice nad Blanicí                     |             |
| Těšovice  | Kompassrose, die auf Nachbargemeinden zeigt | Hracholusky |
| Žernovice | Nebahovy                                    |             |

## Geschichte
Im 8. Jahrhundert siedelten in der Gegend Slawen; im Wald südwestlich des Ortes haben sich Hügelgräber erhalten.
Die erste schriftliche Erwähnung von Vitějovice erfolgte in einer Schenkungsurkunde Wenzels II. vom 28. August 1283, in der der König die Herrschaft Johann von Michelsberg (Jan z Michalovic) überließ. Seine Nachfolger, die sich von Vitějovice nannten, ließen über dem Dorf eine Burg erbauen und beteiligten sich an der Kolonisation des Landes und dem Ausbau der Stadt Prachatitz. Im Jahre 1312 erhielt Werner von Vitějovice das Recht zum Schutz des Goldenen Steiges von Prachatitz nach Passau. Werner und Přibík von Vitějovice tauschten die Herrschaft 1317 mit Bawor III. von Strakonitz gegen Pořešín ein. Das zur selben Zeit ausgebrochene Goldfieber ließ entlang des Goldbaches zahlreiche Goldseifen entstehen und führte zu einer wirtschaftlichen Blüte des Ortes. Wilhelm von Strakonitz verkaufte die Herrschaften Vitějovice und Bavorov 1351 an die Brüder Peter, Jobst, Johann und Ulrich von Rosenberg, die 1355 als neuen Herrschaftssitz die Helfenburg erbauen ließen. Die dem Verfall preisgegebene Burg Vitějovice wurde 1380 als wüst bezeichnet. Wegen der weiten Wege zu den Gottesdiensten in Blanice entstand 1369 die Kapelle St. Margarethen. Wilhelm von Rosenberg schloss Vitějovice 1559 an die Herrschaft Libějovice an. Nach dem Tode von Peter Wok von Rosenberg erbte 1611 zunächst sein Neffe Johann Zrinski von Seryn die Herrschaften Libějovice und Rosenberg. Als dieser 1612 verstarb, fiel das Erbe an Johann Georg von Schwanberg. Nach der Schlacht am Weißen Berg wurden die Güter des Peter von Schwanberg durch Kaiser Ferdinand II. konfisziert, der sie 1620 seinem Feldmarschall Charles Bonaventure de Longueval überließ.
Zwischen 1743 und 1746 entstand anstelle der maroden Kapelle die zur Pfarre Chelčice gehörige Filialkirche St. Margarethen. Nach ihrer Fertigstellung wurde die Kirche 1747 zur Pfarrkirche für die Dörfer Wittiegitz, Wosule (Na Osulí), Hracholusk, Swonitz (Svojnice), Thiergarten (Obora) und Felbern (Vrbice) erhoben. Seit 1782 ist eine Schule nachweislich; der Friedhof wurde 1786 angelegt. 1801 verkaufte Johann Joseph von Buquoy die Allodialherrschaft Libějovice mit allem Zubehör an den Reichsfürsten Joseph II. zu Schwarzenberg. Dieser unterstellte das Gut dem Peterhof. Im Jahre 1835 bestand Witiegitz aus 86 Häusern mit 604 tschechischsprachigen Einwohnern. Das Dorf umfasste die Pfarrkirche, eine Schule, zwei Wirtshäuser, eine Mühle mit Brettsäge und Ölpresse sowie das einschichtliche Nebahauer Jägerhaus mit einer Chaluppe (Brdová). Bis zur Mitte des 19. Jahrhunderts blieb Hracholusk zur Allodialherrschaft Libiegowitz untertänig.
Nach der Aufhebung der Patrimonialherrschaften bildete Vítějice/Witějitz ab 1850 mit den Ansiedlungen Kamýky und Vosule eine Gemeinde in der Bezirkshauptmannschaft Prachatice/Prachatitz. Die Freiwillige Feuerwehr gründete sich 1891. Im Jahre 1908 entstanden das Wasserwerk sowie ein Postamt. Der Anschluss an das Elektrizitätsnetz erfolgte 1919. Seit 1924 wird Vitějovice als amtlicher Ortsname verwendet. 1930 wurde eine Autobusverbindung nach Prachatice aufgenommen, die zweimal täglich befahren wurde. Nach dem Münchner Abkommen und der daraus resultierenden Abtrennung des Bezirks Prachatitz verblieb Vitějovice 1938 bei der „Resttschechei“ und wurde dem Bezirk Písek zugeschlagen. Im Mai 1945 kam es bei Vitějovice zum Zusammentreffen von fünf Armeen. Nachdem die 5. US-Infanteriedivision unter Generalmajor A. E. Brown am 5. Mai an der Kreuzung Teile der Wehrmacht und der ungarischen Armee auf der Flucht nach Westen gefangen genommen hatte, übergab sie die etwa 1000 Gefangenen der Bewachung der Tschechoslowakischen Armee. Das Kriegsgefangenenlager wurde am 13. Mai mit der Übergabe der Gefangenen an die 100. Gardeschützendivision der Roten Armee unter Generalmajor A. I. Makarenko aufgelöst. Nach dem Ende des Zweiten Weltkriegs wurde der Ort wieder Teil des Okres Prachatice. 1967 entstand eine neue Brücke über den Zlatý potok. Der Bach wurde 1977 reguliert. Das neue Kindergartengebäude wurde 1979 gebaut. Zwei Jahre später entstand die neue Straße nach Prachatice. Wegen der erhaltenen Gehöfte in Volksbauweise wurde Vitějovice 1995 zum ländlichen Denkmalschutzgebiet erklärt.

## Sehenswürdigkeiten

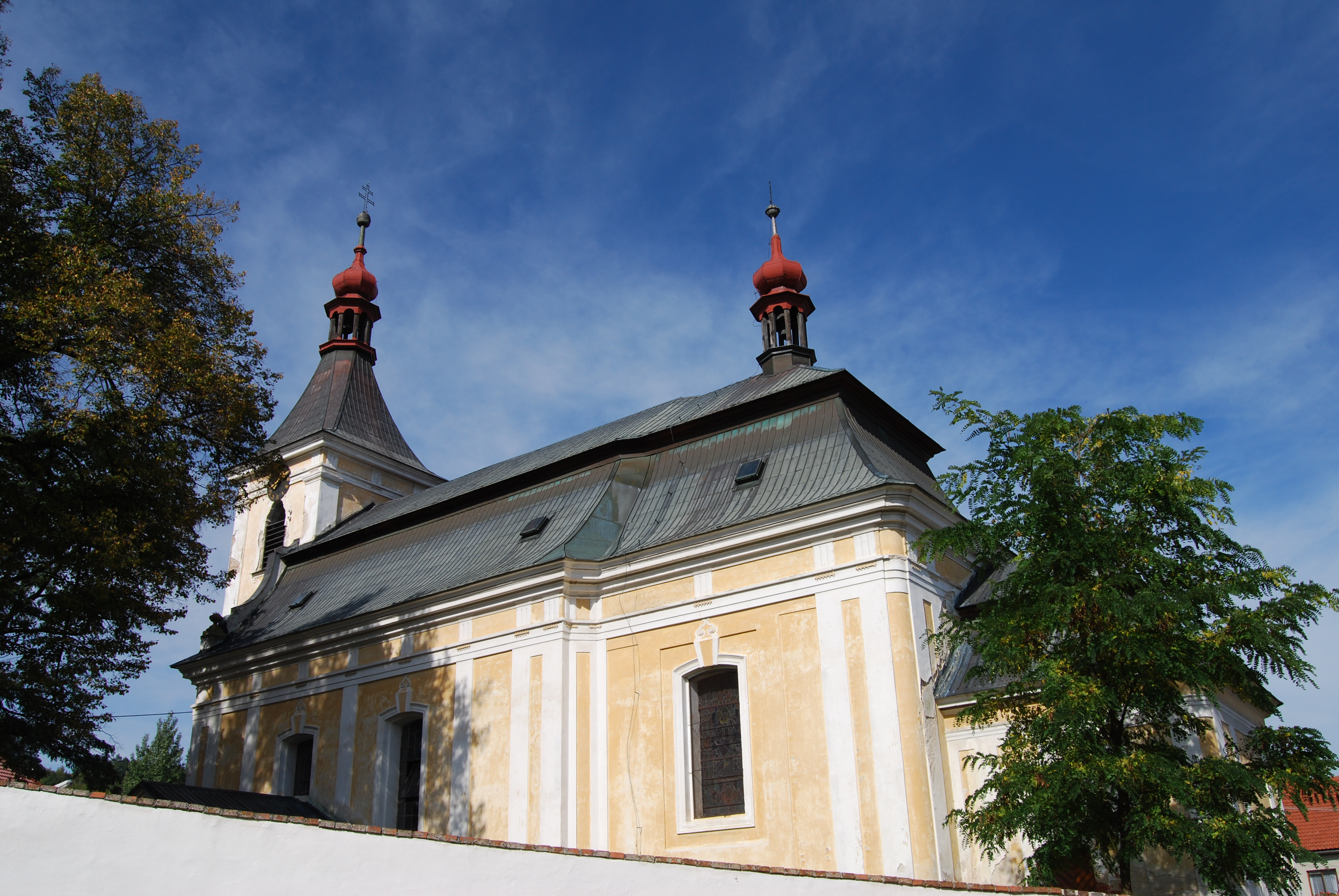
Kirche St. Margarethen

- Reste der Burg Vitějovice, auch Osule bzw. Vítějice auf dem Osule; sie entstand zum Ende des 13. Jahrhunderts und gilt seit 1380 als wüst. Erhalten sind Wälle und Mauerreste von zwei Türmen und dem Palas.
- Barocke Pfarrkirche St. Margarethen; sie entstand zwischen 1743 und 1746 anstelle der baufälligen Margarethenkapelle aus dem Jahre 1369
- 18 Slawische Hügelgräber im Wald südwestlich des Dorfes
- Denkmal an das Zusammentreffen von fünf Armeen am 13. Mai 1945, an der Kreuzung nördlich des Ortes. Der ursprüngliche schlichte Gedenkstein wurde im Zuge eines Straßenneubaus entfernt und an der Kreuzung das „Stopařka“ genannte Monument zum Gedenken an den Kampf gegen den Faschismus errichtet. In den 1990er Jahren wurde auch der ursprüngliche Gedenkstein in der Nähe seines alten Standortes wieder aufgestellt.
- Barocke Wassermühle Bürgrův mlýn bzw. Panský mlýn aus dem 16. Jahrhundert; ihr heutiges Aussehen erhielt sie beim Umbau von 1877
- Alte Schule, Barockbau aus dem 18. Jahrhundert
- Ehemalige Brauerei an der Straße nach Žernovice
- Gehöfte in Volksbauweise

## Söhne und Töchter der Gemeinde
- Vít Fučík (1733–1804), legendärer böhmischer Flugpionier